# U.S. Highway 160
Der U.S. Highway 160 ist ein United States Highway in den Vereinigten Staaten mit einer Länge von 2372 km.
Er wurde 1930 eröffnet und verläuft von West nach Ost durch fünf Bundesstaaten:
1. Arizona:
In Arizona beginnt der Highway in Tuba City und verläuft vollständig innerhalb der Grenzen der  Navajo Nation Reservation. Letzter Ort ist Teec Nos Pos, wo der etwas weiter südlich verlaufende U.S. Highway 64 abzweigt. 
2. New Mexico:
In New Mexico verläuft der Highway durch die äußerst nordwestliche Ecke und hat eine Länge von nur 1,4 Kilometern. Dort erschließt er das Four Corners Monument, den einzigen Ort der USA, an dem sich vier Bundesstaaten an einem Punkt treffen. 
3. Colorado:
In Colorado erreicht der Highway seinen höchsten Punkt, die kontinentale Wasserscheide Wolf Creek Pass im San-Juan-Gebirge. Danach trifft er in South Fork auf den Rio Grande, dem er durch das Rio Grande County in das San Luis Valley bis nach Alamosa folgt. In Walsenburg (Huerfano County) endet er vorläufig und verläuft als Teil des Interstate 25 nach Süden bis Trinidad, ab wo er als Highway 160 wieder in Richtung Osten verläuft. Durch den Baca County verläuft er südlich an dessen Hauptstadt Springfield (Colorado) vorbei bis an die Grenze zu Kansas. 
4. Kansas:
In Kansas verläuft er im Haskell County ein Stück auf der Linie des U.S. Highway 83 nach Süden und kreuzt in dessen Hauptstadt Sublette den U.S. Highway 56. Im Meade County wird er gemeinsam mit dem U.S. Highway 54 geführt. Östlich von Wellington kreuzt er den Interstate 25. In Oxford im Sumner County überquert er den Arkansas River. Im äußersten Osten von Kansas trifft er in Crestline (Cherokee County) auf den U.S. Highway 400 und führt mit diesem nach Norden, erreicht etwa 30 Kilometer nördlich Pittsburg im Crawford County und knickt dann ab nach Osten. 
5. Missouri:
In Missouri kreuzt der Highway den Interstate 49 und erreicht mit Springfield (Missouri) die einzige Großstadt seines Verlaufs. Weiter verläuft er ein Stück als Teil des U.S. Highway 60 nach Osten und führt dann etwas weiter südlich, aber parallel zum Highway 60. Früher traf er diesen wieder in Poplar Bluff, seit 2007 endet er jedoch bereits südwestlich davon an der Kreuzung mit dem dorthin führenden U.S. Highway 67.